# Droga wojewódzka 123
Die Droga wojewódzka 123 (DW 123) ist eine Woiwodschaftsstraße in Polen und verläuft im Nordwesten der Woiwodschaft Großpolen. Auf einer Länge von 17 Kilometern zieht sie sich durch den Powiat Czarnkowsko-Trzcianecki (Kreis Czarnikau-Schönlanke) und verbindet bei Huta Szklana (Glashütte) die DW 174 (Drezdenko (Driesen) – Wieleń (Filehne) – Czarnków (Czarnikau)) mit Przesieki (Wiesental) an dem bedeutenden Verkehrsweg der DK 22 (Kostrzyn nad Odrą (Küstrin)/Deutschland – Grzechotki (Rehfeld)/Russland), der ehemaligen deutschen Reichsstraße 1 (Aachen – Berlin – Königsberg (Preußen) – Eydtkuhnen).

## Streckenverlauf
Woiwodschaft Großpolen
- Powiat Czarnkowsko-Trzcianecki (Kreis Czarnikau-Schönlanke):
  - Huta Szklana (Glashütte) (→ DW 174: Drezdenko (Driesen) – Krzyż Wielkopolski (Kreuz (Ostbahn)) ↔ Wieleń (Filehne) – Czarnków (Czarnikau))

- ~ Człopica (Mühlenfließ) ~
- X ehemalige Kleinbahnlinie Krzyż Wlkp.–Człopa–Wałcz X
  - Kuźnica Żelichowska (Selchowhammer)

- X Bahnstrecke (wie oben) X
  - Przesieki (Wiesental) (→ DK 22: Kostrzyn nad Odrą (Küstrin)/Deutschland – Gorzów Wielkopolski (Landsberg a.d. Warthe) ↔ Wałcz (Deutsch Krone) – Tczew (Dirschau) – Elbląg (Elbing) – Grzechotki/Russland)